# Herbert Ziemer
Herbert Paul Wilhelm Leopold Ziemer (* 9. August 1888 in  Königsberg i. Pr.; † 26. November 1975 in Kiel) war ein deutscher Verwaltungsjurist. Er war der letzte Landrat des ostpreußischen Kreises Johannisburg. 1945 verwaltete er das Landratsamt Flensburg-Land.

## Leben
Als Sohn eines begüterten Branntweinfabrikanten studierte Ziemer Rechtswissenschaft an der Albertus-Universität Königsberg. 1909 wurde er Mitglied des Corps Hansea Königsberg. Nach dem Ersten Examen als Gerichtsreferendar  in Saalfeld (Ostpreußen) unzufrieden, wollte er lieber Reserve- und möglichst Berufsoffizier werden. 

### Sibirien
Er ließ sich für ein Jahr vom Justizdienst beurlauben und wurde durch Allerhöchste Kabinettsorder zum Deutschordens-Infanterie-Regiment Nr. 152 in Marienburg kommandiert. Keine vier Wochen nach dem Ausbruch des Ersten Weltkriegs im Gefecht von Waplitz verwundet, geriet er in russische Kriegsgefangenschaft. Für dreieinhalb Jahre kam er nach Moskau und Sibirien, nach Tomsk, Schkotowo, Chabarowsk und Kansk. In seinen unveröffentlichten Lebenserinnerungen würdigt er die gute, fast freundliche Behandlung der gefangenen deutschen Offiziere. Mit der Oktoberrevolution wendete sie sich zu Feindseligkeit.

### Ostpreußen
Nach der Entlassung trat Ziemer in den Staatsdienst des  Freistaats Preußen, zunächst beim Landratsamt des  Kreises Fischhausen, dann bei der  Bezirksregierung in Königsberg. Im Juni 1930 berief ihn das  Preußische Staatsministerium als Nachfolger des abgesetzten Landrats Georg Gottheiner im Kreis Johannisburg. Zuvor hatte der Kreistag einstimmig für ihn votiert. In jener Zeit mussten immer mehr landwirtschaftliche Betriebe versteigert werden, was zu Unruhe führte. Die Verwaltung „hatte alle Hände voll zu tun, um in Durchführung der Osthilfegesetze schützend und bewahrend einzugreifen. Die Aktion ließ manche Zweifel aufkommen, da auch Unwürdige in die Betreuung hineinschlüpften“. Ziemer erkannte, dass auf den Einzelbetrieb abgestellte Subventionen ein Übel sind, da sie die Moral gefährden, und es für die Verwaltung fast unmöglich ist, absolut gerecht zu verfahren.
Zum rechten Flügel der  Deutschen Volkspartei gehörig, wurde Ziemer nach 1933 auch von den  Nationalsozialisten geduldet, die in den Landkreisen vor allem gegen „die Reaktion“ kämpften. Als die Kämpfe in Ostpreußen 1944/1945 entbrannten, erhielt er am 19. Januar 1945 von der NSDAP den Befehl zur Evakuierung.

### Schleswig-Holstein

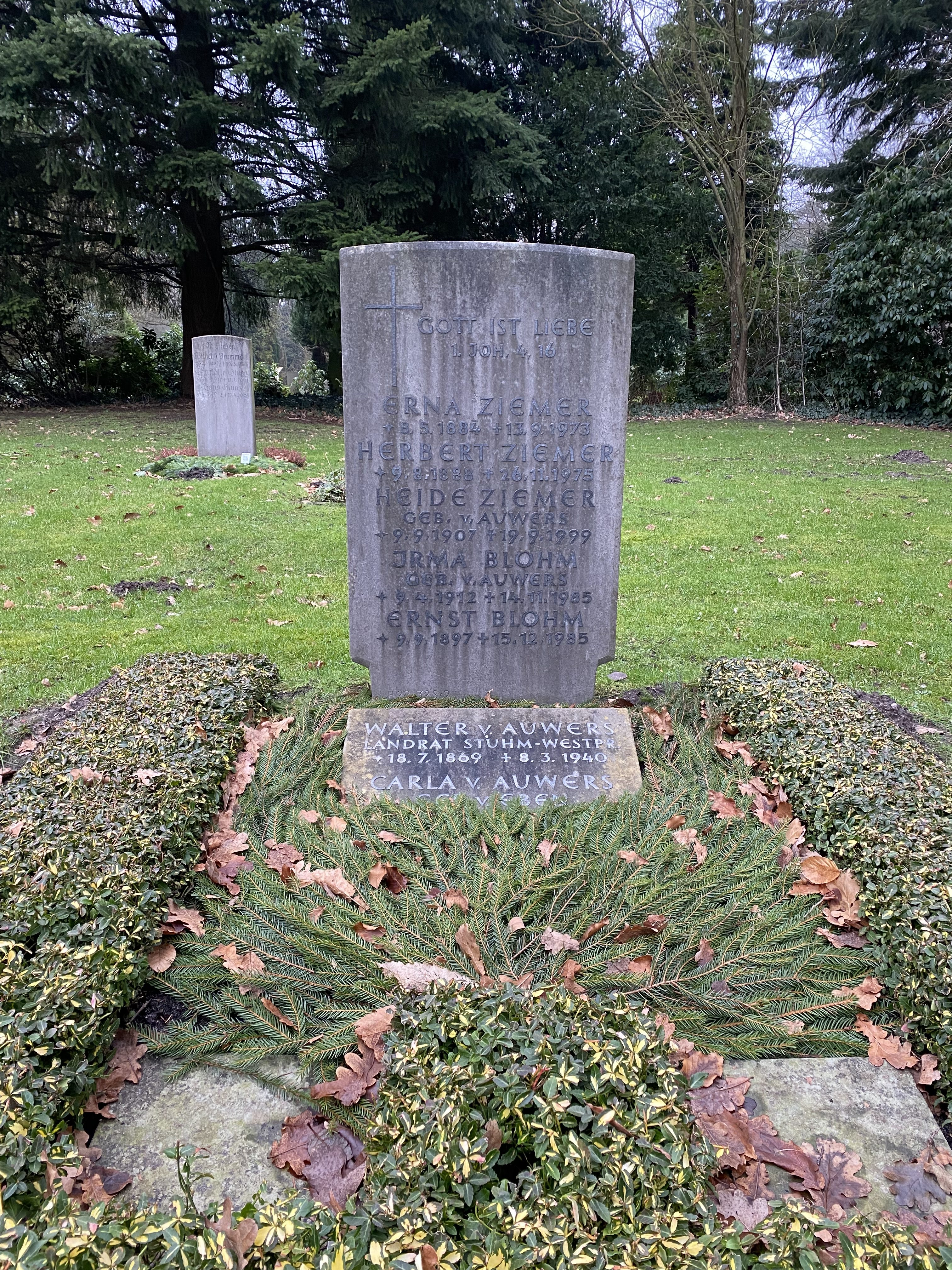
Grabstätte auf dem Friedhof Ohlsdorf (Planquadrat H 22)

Ziemer flüchtete nach Westdeutschland und kam in den Kreis Flensburg-Land, wo er bei Kriegsende das Landratsamt verwaltete.
Ab 1948 war er Mitarbeiter im schleswig-holsteinischen Landesamt für Vermögens- und Schuldenverwaltung. Von 1955 bis 1967 war er, zunächst als custodian nach Besatzungsrecht, dann nach dem Erlass des Rechtsträger-Abwicklungsgesetzes 1965 als Beauftragter des Bundes für die treuhänderische Vermögensverwaltung der mecklenburgischen Liegenschaften in den Gemeinden Ziethen und Bäk und der Domänen Römnitz und Mechow, die durch das Barber-Ljaschtschenko-Abkommen zum Kreis Herzogtum Lauenburg gekommen waren, verantwortlich. Sein Nachfolger als Treuhänder wurde Klaus von der Groeben.
Ziemer wurde 1957 Ehrenritter, später Rechtsritter des Johanniterordens und Landesbeauftragter für die Johanniter-Unfallhilfe in Schleswig-Holstein. Das Corps  Albertina Hamburg und das Corps Saxonia Kiel verliehen ihm 1952 das Band. Er war Träger der Kriegsverdienstkreuzes 1. Klasse und des Bundesverdienstkreuzes 1. Klasse.
Er hatte maßgeblichen Anteil am Zustandekommen der Patenschaft des Kreises Flensburg-Land ab 1954 (ab 1974 Kreis Schleswig-Flensburg) für die Vertriebenen des Kreises Johannisburg und war Ehrenmitglied der Kreisgemeinschaft Johannisburg in der Landsmannschaft Ostpreußen.
Mit 87 Jahren gestorben, wurde er am 3. Dezember 1975 auf dem Friedhof Ohlsdorf beigesetzt.

## Werke
- Heldengräber im Kreise Johannisburg aus dem Weltkrieg 1914–1918. Zusammengestellt von Herbert Ziemer und Wilhelm Hubert. Preuß, Johannisburg / Ostpreußen 1937